# Ramadi
Ramadi (en árabe: الرمادي‎) es una ciudad en el centro de Irak, a unos 100 km al oeste de Bagdad. Capital de la provincia de Al Anbar. Su población es de alrededor de 874 543 habitantes en 2005.

## Historia
Ramadi fue fundada en 1869 por el Imperio otomano. Durante la Primera Guerra Mundial, las fuerzas británicas al mando de las que se encontraba el General Maude lucharon en Ramadi en noviembre de 1917. Ramadi está considerada como el vértice sudoccidental del Triángulo Suní. 

### Guerras Mundiales

#### Primera Guerra Mundial
Ramadi fue disputada en dos ocasiones durante la Campaña de Mesopotamia de la Primera Guerra Mundial. Inicialmente estuvo controlada por las fuerzas del Imperio otomano, que en marzo de 1917 perdieron el control de la vecina Faluya, al este. El teniente general Frederick Stanley Maude del Ejército Británico trató de expulsar a la guarnición de la localidad en julio de 1917, pero se enfrentó a graves dificultades debido al calor excepcional que hizo tanto de día como de noche. Una fuerza de alrededor de 600 soldados británicos, además de las unidades de caballería se enfrentó a 1000 turcos con seis piezas de artillería. El ataque fue un fracaso costoso debido a una combinación de agotamiento, altísimas temperaturas, desorganización, el fuego turco de la artillería y una tormenta de arena inesperada que forzó a Maude a suspender el ataque con fuertes pérdidas. Más de la mitad de las 566 bajas británicas fueron causadas por el calor.
Maude lo intentó de nuevo al final del verano, en el mes de septiembre. Esta vez la fuerza atacante, liderado por el general Brookings, estaba mejor organizado y la fuerza británica fue capaz de avanzar a pesar del calor. Los británicos montaron su ataque desde una dirección que los turcos no habían esperado y fueron capaces de cortar la línea de su enemigo de la retirada. Muchos miembros de la guarnición turca fueron asesinados o forzados a rendirse y los británicos fueron capaces de tomar el control de Ramadi.

#### Segunda Guerra Mundial
Ramadi fue disputada de nuevo durante la Segunda Guerra Mundial tras el golpe de Estado iraquí de 1941. El líder del golpe, Rashid Ali al-Gailani, inició un asedio a la base británica de la RAF en Habbaniya, cerca de Ramadi. Esto llevó a un contraataque británico para romper el sitio, lo que desató la breve Guerra anglo-iraquí. Una brigada iraquí ocupada en Ramadi bajo los auspicios de un ejercicio del entrenamiento. Los británicos reunieron una fuerza especial de alivio apodada Habforce que avanzó desde el Mandato Británico de Palestina en Irak. La fuerza tuvo éxito en el alivio de la Royal Air Force Habbaniya y la resistencia iraquí rápidamente se derrumbó como sus contraataques fueron derrotados, lo que permite una columna británica para tomar el control de Ramadi.

### Segunda mitad delsigloXX
La presa de Ramadi fue construida cerca de la ciudad en 1955 para alimentar el agua en el lago Habbaniyah al sureste. La Universidad de Anbar se fundó en la ciudad en 1987, hecho que, junto con la condición de centro comercial y de transporte de la ciudad, contribuyó a que Ramadi fuera algo más cosmopolita y liberal que otros núcleos urbanos del triángulo suní. Muchos funcionarios de alto rango del Partido Baaz Árabe Socialista en Irak en el poder provenían de Ramadi. Sus élites locales también estaban estrechamente vinculadas al régimen. Las tribus de Anbar alrededor de la ciudad fueron en gran parte cooptadas para apoyar al régimen y Ramadi se convirtió la base de operaciones de los ingenieros de combate del Ejército iraquí, fuerzas especiales y muchos altos oficiales activos y retirados.
Ramadi fue escenario de manifestaciones a gran escala contra Saddam Hussein en 1995. Esto fue un suceso prácticamente único entre las localidades de mayoría suní de Irak, donde era más fuerte el apoyo al Saddam. Las manifestaciones fueron motivadas por la ejecución por parte del gobierno de un miembro prominente de la tribu Dulaim de Ramadi, el general de la Fuerza Aérea Iraquí Muhammad Madhlum al-Dulaimi, y otros tres oficiales Dulaimi. Los cuatro habían criticado el régimen, y al hijo de Saddam, Uday. Después de su ejecución, los cuerpos fueron enviados de vuelta a Ramadi. Las fuerzas de seguridad del régimen reprimidas las manifestaciones que siguieron y Saddam posteriormente sospechó de los Dulaimis, aunque no pudo reprimirlos sin correr el riesgo de una revuelta tribal a gran escala.

### Dáesh

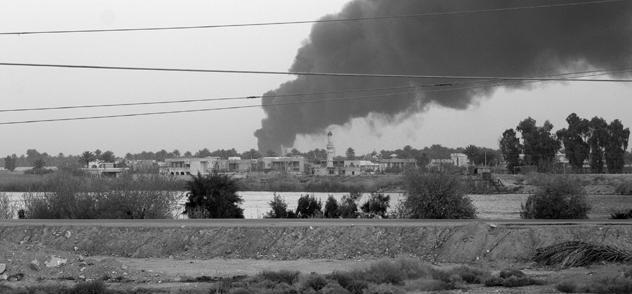
Ramadi en 2006, ataque de los insurgentes.

Ha sido un foco importante de terrorismo contra el Irak surgido después de la segunda guerra del Golfo en 2003. En mayo de 2015, después de meses de lucha, la ciudad fue ocupada por fuerzas del grupo terrorista Estado Islámico. El 27 de diciembre de 2015, el Ejército iraquí reconquista la ciudad de Ramadi, después de que los terroristas del Estado Islámico huyeran de la zona sin ninguna resistencia.

## Geografía

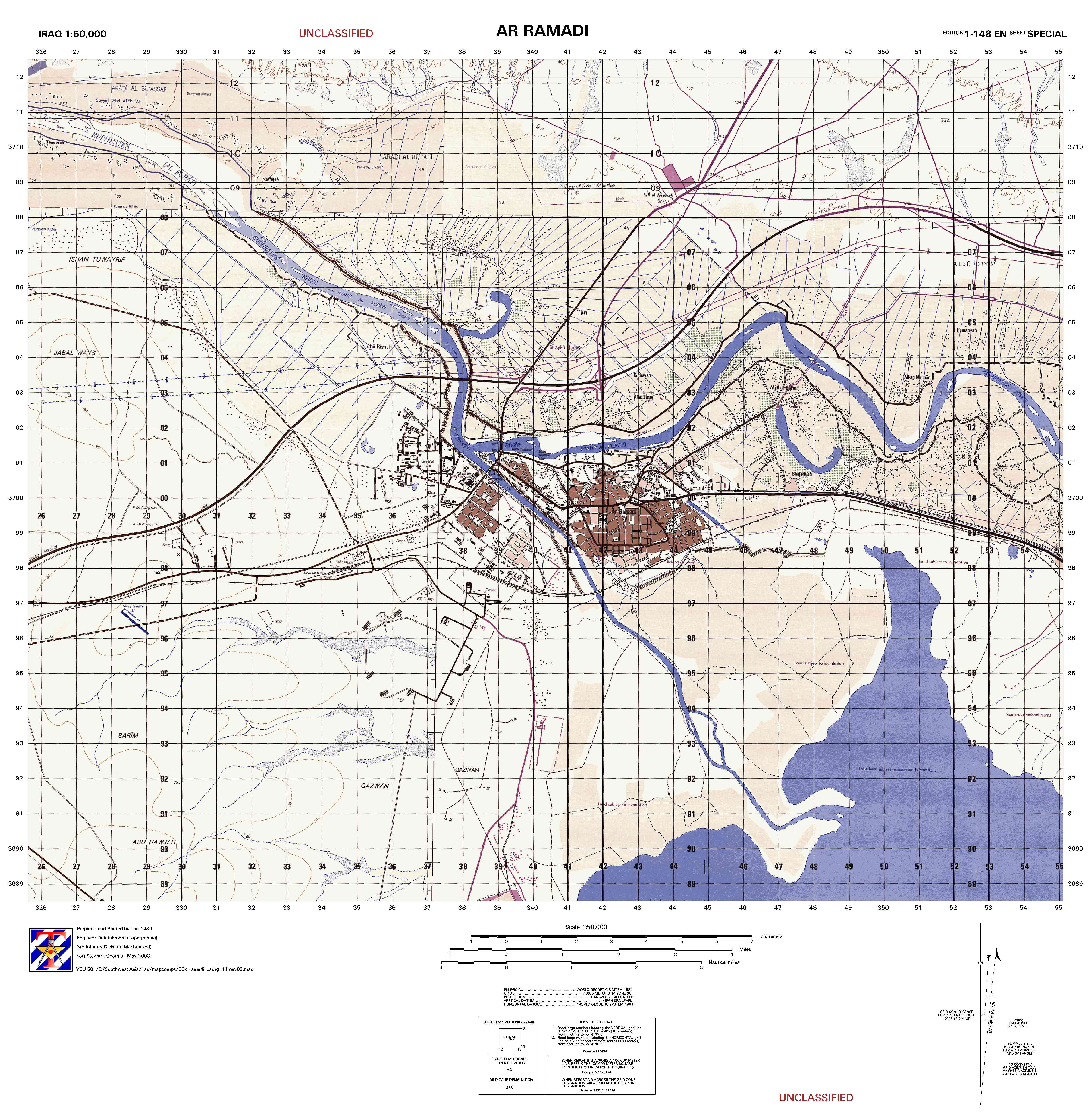
Mapa de Ramadi en el año 2003

Al comienzo del siglo XIX, Ramadi se extendía sobre un área de unos 15 km de este a oeste por 12 km de norte a sur. El centro de la ciudad está densamente edificado, limitando al norte por el Éufrates, al este con los suburbios, al sur por la línea de ferrocarril entre Bagdad y Haditha, y al oeste por el Canal Habbaniyah. Existen más suburbios al oeste y al noroeste del canal y al norte del Éufrates.
El centro de la ciudad está conectada a los suburbios por dos grandes puentes, uno a través del Éufrates y del otro lado del canal, mientras que los suburbios del oeste y del norte están conectados por una importante autopista que cruza el Éufrates al norte de la ciudad. Varios grupos tribales viven en los barrios separados dentro de los suburbios con decenas de jeques que son responsables de mantener la seguridad y el bienestar de su grupo en particular. Los suburbios son ampliamente intersecciones con canales que se utilizan para el riego las tierras del cultivo  alrededor de la ciudad.
Los orígenes recientes de Ramadi significa que está dominada por los edificios del hormigón modernos, en su mayoría de dos o tres pisos, estructuras del techo plano, pero con una serie de edificios altos en el centro de la ciudad. Sus orígenes modernos significa que carece de las características típicas de los mayores ciudades iraquíes, como una kasbah. El hospital de la ciudad japonesa integrada, con siete pisos, es el edificio más alto de Ramadi. La ciudad sufrió graves daños durante la guerra de Irak y la invasión iraquí. Muchos edificios fueron destruidos y muchos más quedaron inhabitables.

## Transporte

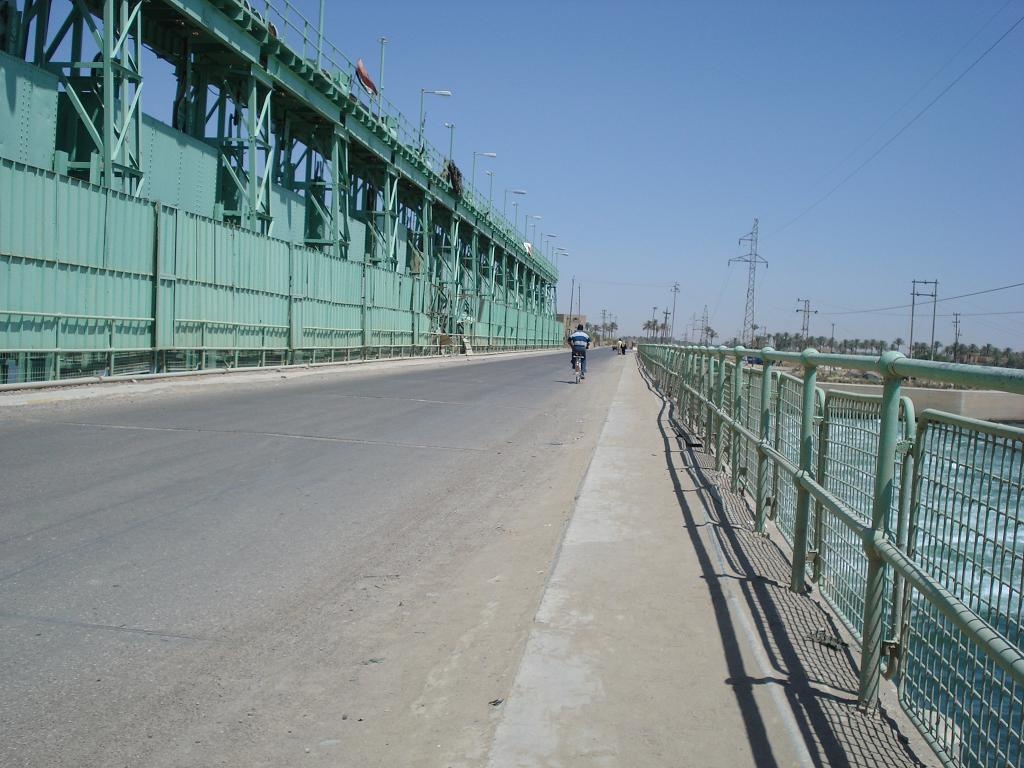
La presa de Ramadi; también conocida como el puente de Al Jazeera

Ramadi se encuentra en una importante ruta comercial que conduce a través del desierto de Jordania y el mar Mediterráneo. La principal carretera de la ruta de Amán-Bagdad pasa por la ciudad. Una vía de ferrocarril atraviesa la ciudad por el sur, en dirección al este a Bagdad y al oeste a Haditha y a la frontera con Siria.